# Нова заповідь (роман)
«Нова заповідь» — роман-детектив муженського циклу українського письменника Володимира Винниченка.

## Історія написання
Роман написаний у 1932 році. У 1947 році Винниченко закінчив другу редакцію роману і переклав його разом із Розалією Яківною французькою мовою. У 1949 році цей переклад побачив світ в одному з французьких видавництв. Тогочасна французька літературна критика схвально відгукнулася на появу книжки українського автора, а літературно-мистецьке товариство «Club de Faubourg» влаштувало широке обговорення «Нової заповіді», яке засвідчило прихильне ставлення французів до автора. Так, І. Борщак писав у популярному тижневику таке: «Після Шевченка і Марка Вовчка Винниченко є перший український письменник, що на його твір з красного письменства відгукнулася французька опінія»
Оригінальний текст твору знаходиться в Колумбійському університеті (США), де зберігається архів Володимира Винниченка. Копію тексту роману привезла в Україну доктор філологічних наук Галина Сиваченко, провідний працівник Інституту літератури імені Т. Шевченка НАН України.
Вперше окремою книжкою видано видавництвом «Знання» у 2011 році.

## Ідейно-тематичний зміст
Бажання збагнути, що відбувається на Батьківщині, де відбулася соціалістична революція, привело письменника до написання «Нової заповіді», твору, який засвідчив його остаточне розчарування в комуністичних ідеалах.
У романі йдеться не лише про особливий період життя в Радянському Союзі, а й про особливу фазу революції, власне її остаточну поразку, коли «революція пожирає своїх дітей» (цитата Жоржа Жака Дантона). Письменник засвідчує, що закони революції завжди домінують над конкретним людським життям. Він стверджує, що для людини, життя якої з юнацьких літ належить партії, цілком природно й логічно підкорятися її вимогам, навіть якщо йдеться про здійснення злочину.
«Нова заповідь» стала спробою застерегти людство від ейфорії, наголосити, з одного боку, на глибині усвідомлення обов'язку, ненависті до тоталітаризму, з другого — на презирстві тоталітаризму до демократії та її цінностей.

## Сюжет
Дія розгортається у Франції та Росії. Двох комуністів — Панаса Скибу та Грицька Савенка Кремль заслав до Парижа з таємним дорученням від партії наблизитися до американського мільярдера Стовера, який нібито ставив перед собою мету — боротися за мир. Їм видають фальшиві паспорти, і тепер вони — Петро і Кіндрат. Завдяки своїй винахідливості Петро потрапляє до оточення Стовера, який робить його начальником своєї особистої охорони, і навіть усиновити хоче.
Далі автор знайомить нас з двома іншими персонажами — соціалістичним лідером Жаном Рульо і його шкільним товаришем, комуністом Жаком. Жан — винахідник ідеї «колектократії». Для реалізації цієї ідеї він залучає свого давнього друга з дружиною. Проте комуністичні товариші висміюють Жана з Жаком і доносять на цих «ворогів народу» Москві.
Є в романі і любовна лінія: Петро — Мабель, небога Стовера. Коли власна розвідка Петра дала достатньо матеріалу про діяльність мільярдера, він вирішує повернутися додому. Довідавшись, що Петро — ідейний московський шпигун, Мабель пропонує завезти його в Москву на власному літаку, аби він взяв її за дружину. Петро не піддається на її вмовляння, тоді вона відкриває йому очі на брехню комуністичної практики. Партія робить невдалі спроби аби позбутися своїх французьких агентів. Петро, розчарувавшись в комунізмі, вбачає спасіння в «колектократії», Мабель повністю підтримує його переконання.
На думку Винниченка, романіст 1930-х років не повинен ігнорувати виявів нацизму, а також має приділяти увагу ірраціональному моменту в людській психології. Письменник переконаний, що знання історичних подій використовується для формулювання висновків, знання виступає каталізуючим агентом. Без нього характери будуть викривлені.

## Персонажі
У творі психологізм посунутий на другий план через філософські дискусії; письменник залишається «чесним» і послідовним у своїй традиції якщо не описувати докладно, то ретельно фіксувати емоції, переживання, психічні стани – усе те, що складає внутрішній портрет персонажа.

### Панас Скиба
Молотобоєць, учитель, знає європейські мови («говорить як природний англієць і німець»), цікавиться філософією.
«Надзвичайно амбітний і палахкий, що при його колосальній фізичній силі може бути часом дуже небезпечним.»
«...був не дуже звичайний. Одне вже те, що на зріст був доволі таки помітненький. Та не так на зріст, як на плечі та груди... А цей рум'янець? А кільчики волосся на чолі? А ямочка на підборідді? Так і здавалося, що цей здоровенний хлоп'яга тільки що вилупився з якогось  велетенського яйця.»
Як казали про нього, «...видко одразу, що хорошого роду людина... і дбайливого, панського виховання.»

### Грицько Савенко
«...струнькенький, чепурненький, смуглявий і лице з червоними, пухкими губами та... занадто ніжними очима. Вони не дивилися просто й одверто, як ліхтарі, а мрійно кліпали, як зірки. Такі зіркові обличчя жіночкам дуже подобаються, але спиратися на них, як на скелю, було б трошки ризиковано.»

### Жан Рульо
Кандидат у міністри, один із лідерів урядової соціалістичної партії. 
«Наша основна теза... — соціялізм — це визволення від усякої неволі — соціяльної, політичної, моральної...» Його мета — знищити на світі страждання людей. Впроваджує ідею «колектократії».
Щодо його зовнішності, то його характеризують так: 
«Знаєш, голубе, ти не Аполон, про це не будемо сперечатись. Але в твоїх очах стільки розуму, а в носі стільки сили, що ти подобаєшся жінкам більше, ніж визнані красені з грецькими носами.»

### Жак Ленуар
Комуніст, шкільний товариш Жана. Підтримує його ідею «колектократії».
«...в суті своїй Жак не змінився, що не тільки була та сама чорнява голова, ті самі злегка пукаті очі й чисто голене лице з горбатим носом, але й та сама лагідність, делікатність. Та сама соромливість і те саме сердження на себе за неї.»

### Арчібалд Стовер
«Залізний король» Сполучених Штатів, мільярдер. Приїхав до Парижа, щоб провадити досить несподівану кампанію: кампанію за мир і світове роззброєння. Засновник нової заповіді.
«Ми не маємо ні на крихту довір'я одне до одного. Ми, як у глибокій, темній ямі, в паніці товчемося, гриземо, душимо одне одного. Криза. Всесвітня криза. А хто цю кризу створив? Стара мораль... А тому... насамперед треба боротися з основною причиною. Треба... нову заповідь усього життя. А нова заповідь повинна бути така: що проповідуєш, роби те сам.»

### Мабель Стовер
Племінниця Стовера. Молода, гарна, смілива, розумна, вольова дівчина. Кмітлива винахідниця. Закохана у Панаса Скибу.
«Голова була білява, із золотявими хвилями волосся, а під цими хвилями двоє ясних, мабуть, сірих очей і дуже милий, теплий, щирий розріз червоних уст. Хороше лице.»

## Видання
- Винниченко В. Нова заповідь: роман / В. Винниченко. — Б. м.: Україна, 1950. — 261 с.
- Нова заповідь: роман / Володимир Винниченко ; післямова Галини Сиваченко. — К. : Знання, 2011. — 350 с.

## Дивись також
- Найбільша Заповідь
- Нова заповідь